# Plaça Redona
La plaça Redona, també anomenada plaça del Clot, és una plaça situada al barri del Mercat, a la ciutat vella de València, al bell mig del triangle format per la plaça del Mercat, la plaça de la Reina i la plaça de l'Ajuntament.

## Forma
Té forma redona, amb quatre entrades al punts cardinals. No s'hi permet la circulació motoritzada, i de fet les dimensions reduïdes de la plaça la fan impossible: és una de les places més petites de la ciutat. Té un accés principal des del carrer de Sant Vicent, on aquest desemboca en la plaça de la Reina; les altres entrades donen als carrers estrets que l'envolten a tots costats. En efecte, la plaça és tancada a totes bandes per cases i, per tant, es fa invisible fins que hom hi siga dins. Les cases formen una paret ininterrompuda, de color groc, que fa tota la volta a la plaça i produeix un cilindre allargat de quatre plantes d'alçària. Malgrat la mala comunicació que açò podria suposar per a la plaça, cal dir que es troba a poques passes del Mercat Central i, per tant, hi ha un important moviment de persones entre aquest primer i la plaça de la Reina, i aquest moviment passa justament per l'entrada de la plaça.

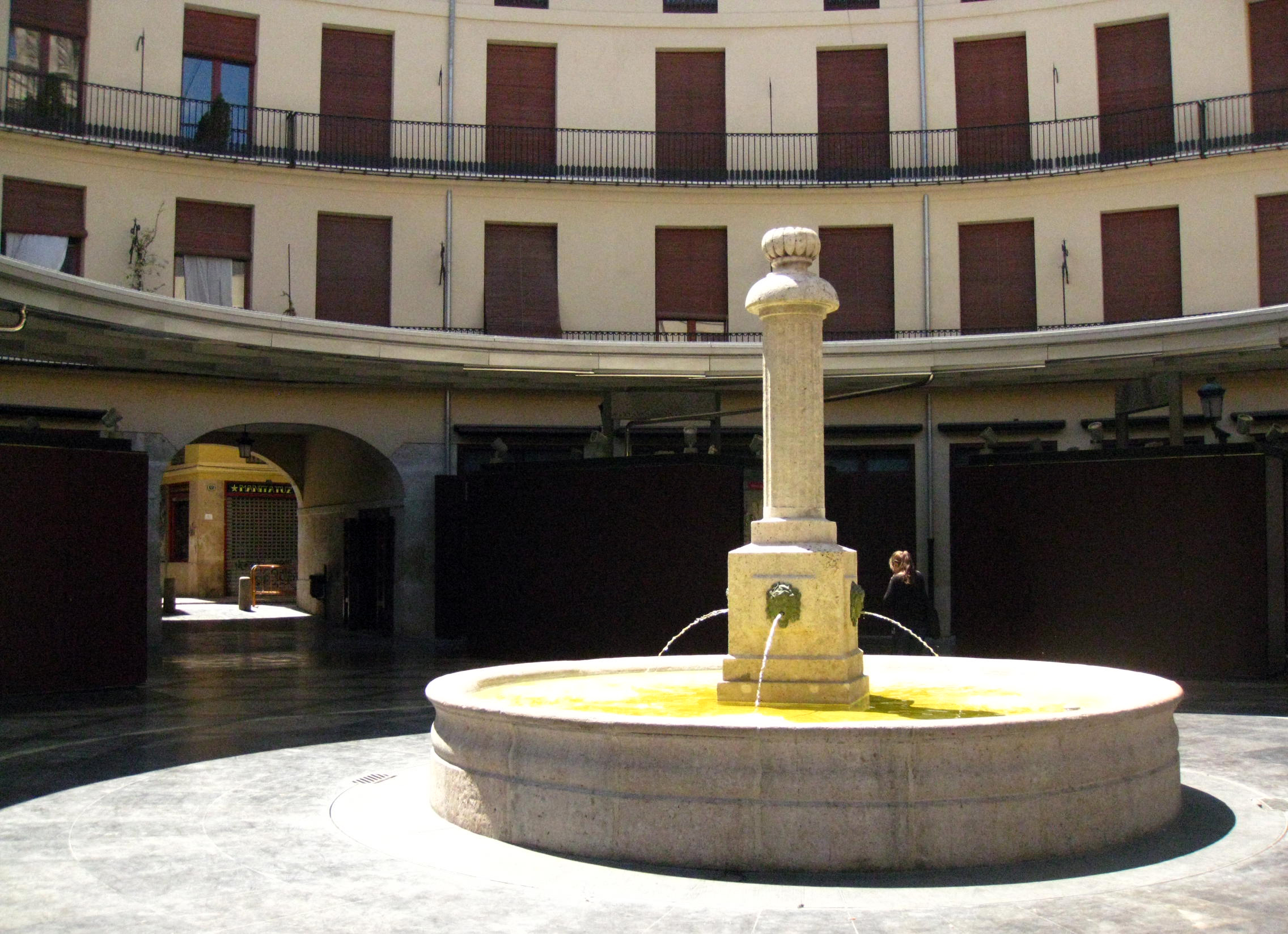
La font i un dels accessos a la plaça

El mobiliari de la plaça consta d'una pica elevada al centre de la qual hi ha un fanal que és gairebé l'única il·luminació de la plaça. Al voltant d'aquesta pica, resta un espai obert i després, un anell de parades de venda, amb una coberta també en forma d'anell. Tant les parades com la coberta són de fusta pintada i fan de separador entre el centre, amb el fanal, i els extrems de la plaça, on, situada als baixos de les cases que envolten el conjunt, hi ha una sèrie de botigues menudes. Des del cel, doncs, es pot contemplar com la plaça forma una sèrie d'anells concèntrics.

## Usos de la plaça

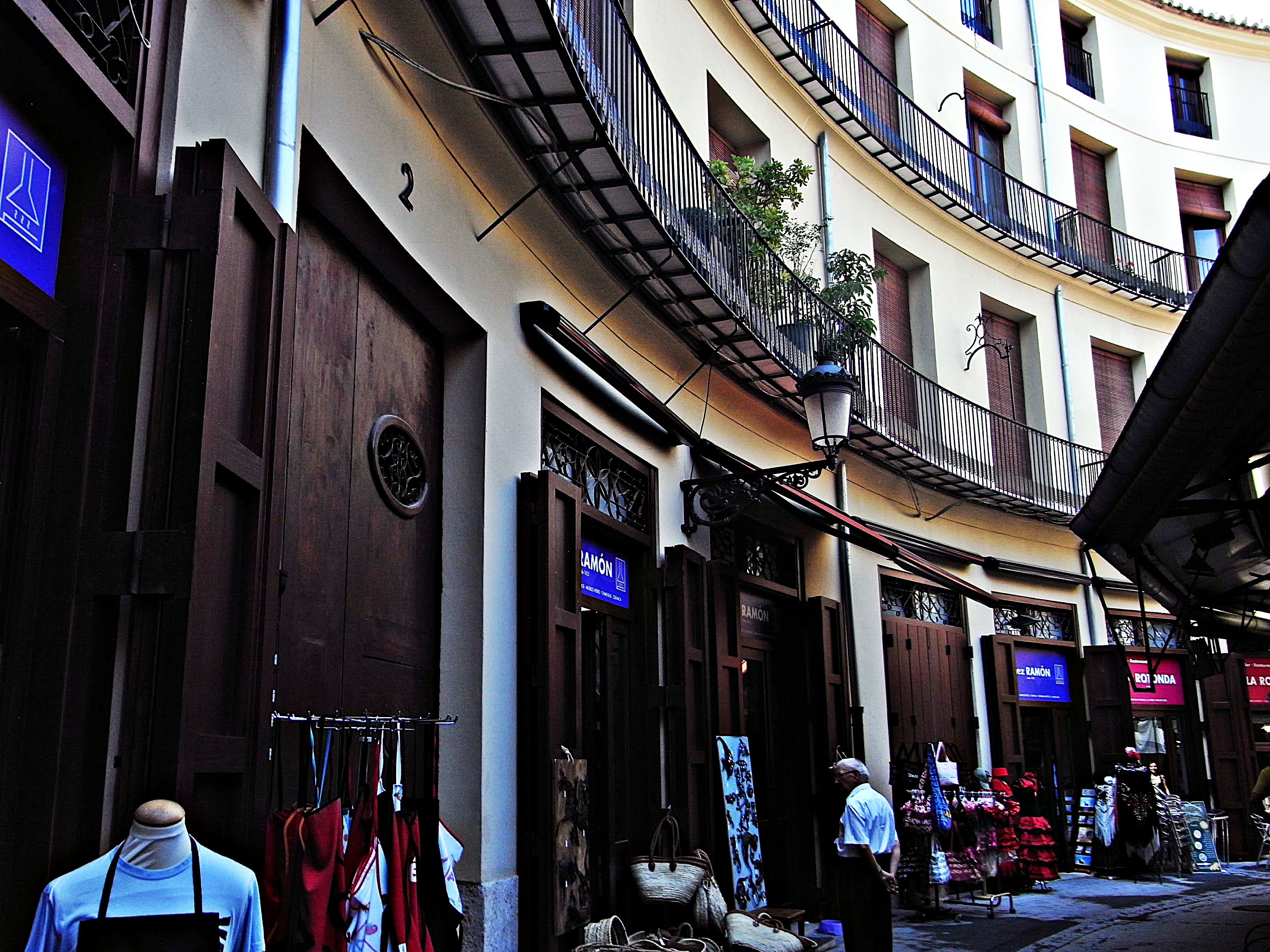
Parades laterals de la plaça Redona

La mida, la dificultat en trobar-la, la llunyania de les artèries principals i l'absència de trànsit, significa que la plaça resta desconeguda pels que no coneixen la ciutat bé. Altrament, la plaça constitueix un nexe històric per a la ciutat, ja que alberga un conjunt de parades de mercaders que actua tant d'extensió al Mercat Central com d'eix comercial a part; a la plaça, i els carrers al seu voltant, es concentren els comerços petits de la roba i el teixit, tot i que el paper turístic de la ciutat queda reflectit en unes botigues de records turístics. La plaça mateixa és objecte d'interès turístic i apareix a les guies turístiques de la ciutat. En canvi no s'hi venen aliments o eines, els quals es troben al Mercat Central. És un conjunt sobretot popular, i això es nota en els nombrosos bars i negocis familiars que poblen la plaça i l'entorn; de fet, no hi ha cap franquícia o paregut, probablement perquè els locals disponibles són molt petits. Tant els bars com les botigues i les mateixes parades de mercaders presenten un aspecte bastant antiquat, amb rètols i decoracions sense canviar des de fa dècades; tot i això, alguns mantenen que contribueix al seu encant.

## Estat actual

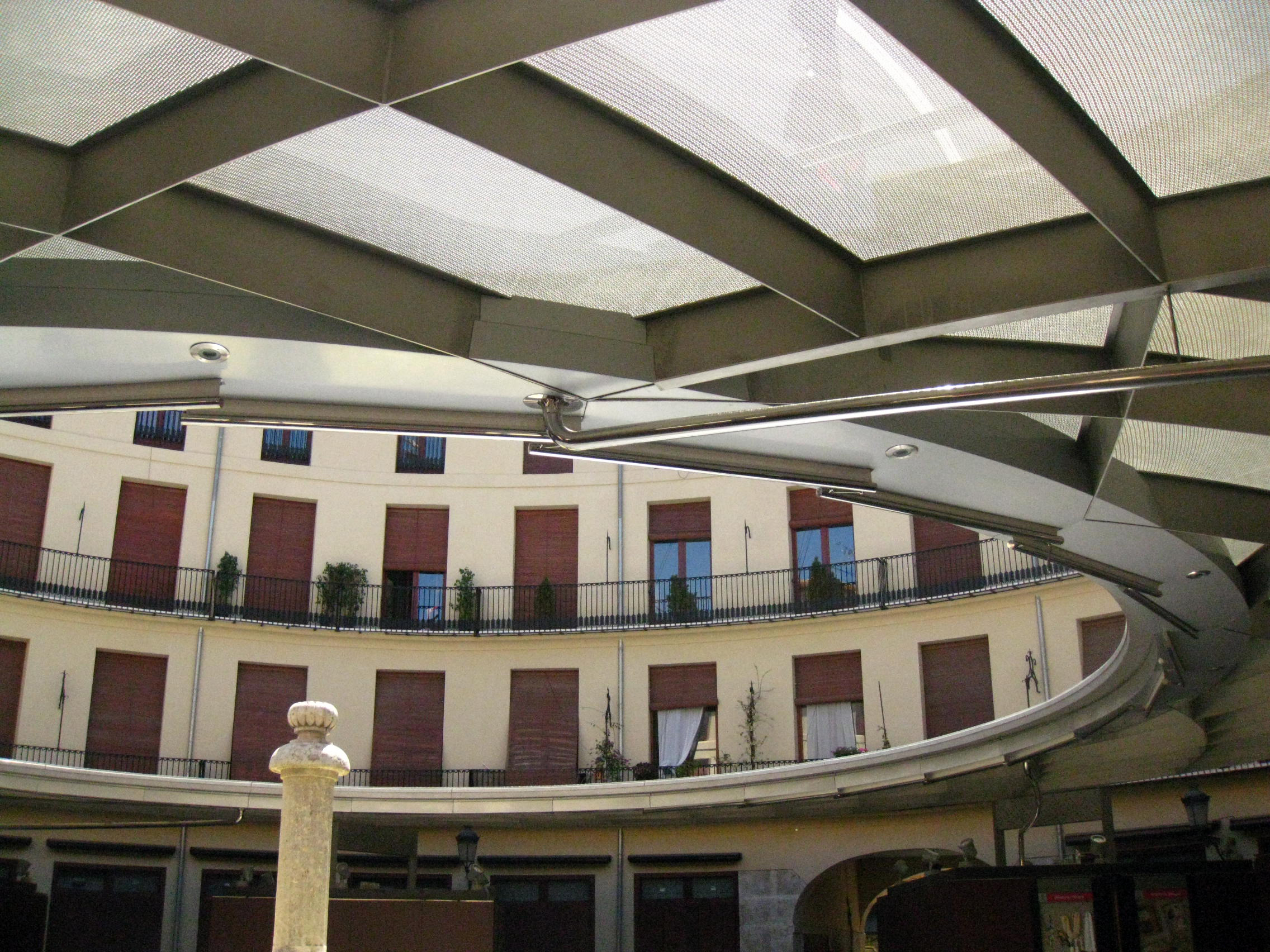
Nova coberta de la plaça, després de la rehabilitació

Des de l'any 2008 la plaça ha estat en obres, tot i que va romandre oberta. Es va dur a terme la restauració de les façanes de les cases, que en molts casos tenien un aspecte molt desgastat.

## A prop
La situació estratègica de la plaça la posa molt a prop del patrimoni més important de la ciutat, com ara la Llotja de la Seda medieval, el Mercat Central modernista, l'església de Sant Martí i l'església de Santa Caterina i el seu campanar esvelt, i els palaus i casals dels carrers adjacents, entre els quals figura l'Octubre Centre de Cultura Contemporània, anteriorment conegut com el Siglo Valenciano. És des d'aquest campanar, o des del Micalet, que hom pot observar millor la plaça des de dalt.